# Oldambt
Oldambt é um município dos Países Baixos, situado na província de Groninga. Tem 295,96 km² de área e sua população em 2020 foi estimada em 38.274 habitantes.